# Preitenstein
Preitenstein (též Preitenštejn či Nečtiny) je zřícenina hradu na kopci nad vsí Nové Městečko u Nečtin v okrese Plzeň-sever. Byl postaven po roce 1330 králem Janem Lucemburským, který jej vybudoval na vlastní náklady a vzápětí jej zastavil Pluhům z Rabštejna. Později se střídala období, kdy byl v přímém držení panovníka, s obdobími zástavních majitelů. Zanikl v polovině šestnáctého století po požáru založeném jako součást trestu posledního majitele Kašpara Pluha z Rabštejna. Zřícenina je chráněna jako kulturní památka ČR.

## Historie
Místo, na kterém hrad stojí, bylo osídleno již v pravěku. Poprvé se tak stalo v eneolitu, kdy se na vrchu nacházelo výšinné sídliště lidu chamské kultury. Další archeologické nálezy pocházejí z pozdní doby halštatské, ale není jisté, jestli zde v té době bývalo opevněné hradiště nebo jen sídliště.
Na konci třináctého století od bratrů Bavora a Vyšemíra z Nečtin odkoupil nečtinské panství král Václav II., ale v držení českých panovníků se moc nezdržovalo, neboť často bývalo v zástavě. Existují domněnky, že zakladateli hradu mohli být páni z Nečtin, kteří jím nahradili starší sídlo na Nečtinském Špičáku, ale vzhledem k nedochovaným pramenům je nelze potvrdit. Stavebníkem Breitensteinu, jak se hrad původně jmenoval, byl král Jan Lucemburský, který hrad vzápětí zastavil Oldřichu Pluhovi z Rabštejna, který je v letech 1330–1333 uváděn jako zástavní držitel. Oldřich Pluh zároveň nechal pod hradem postavit založit stejnojmennou ves, později přejmenovanou na Nečtiny a původní Nečtiny povýšil na městečko.

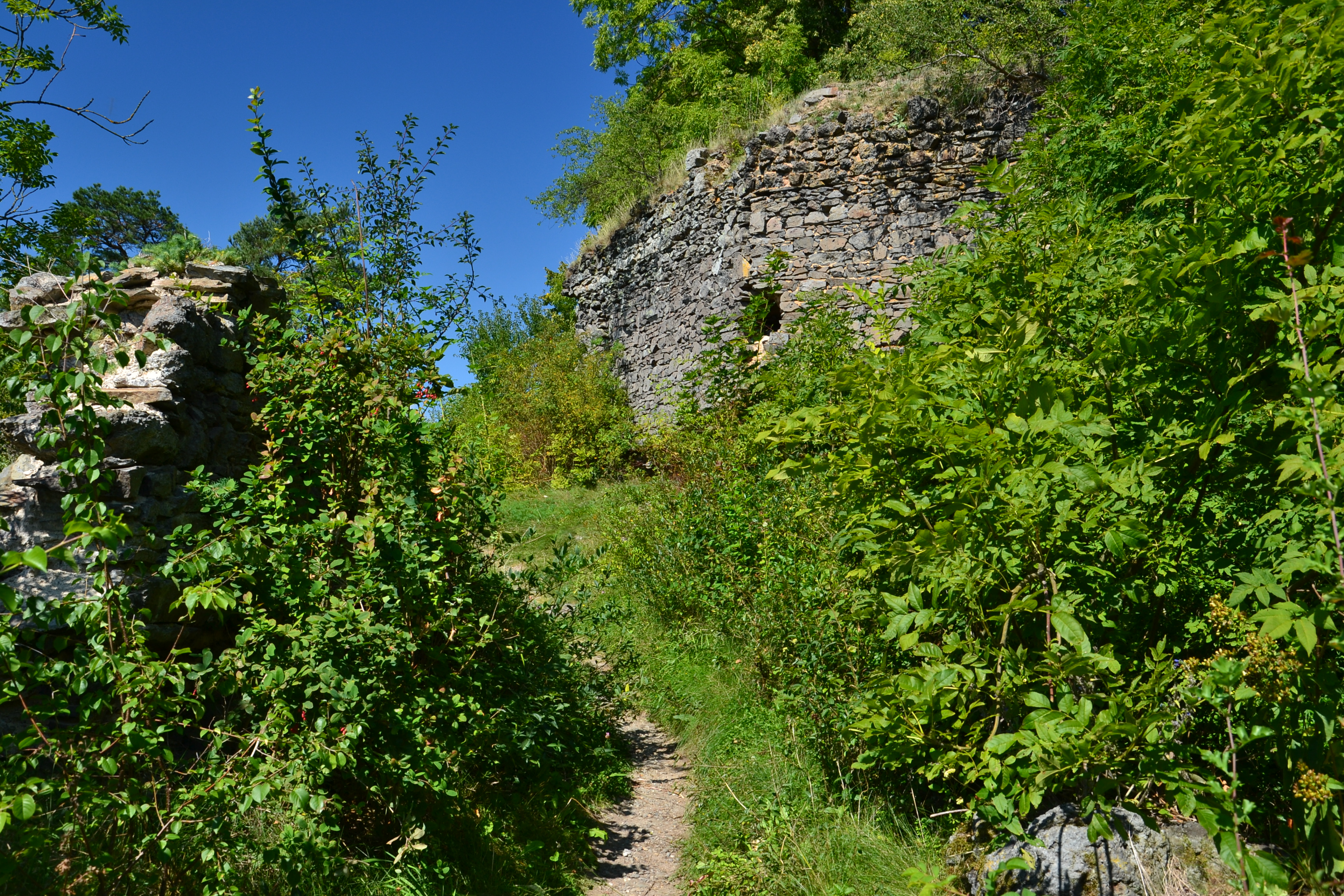
Prostor druhé brány

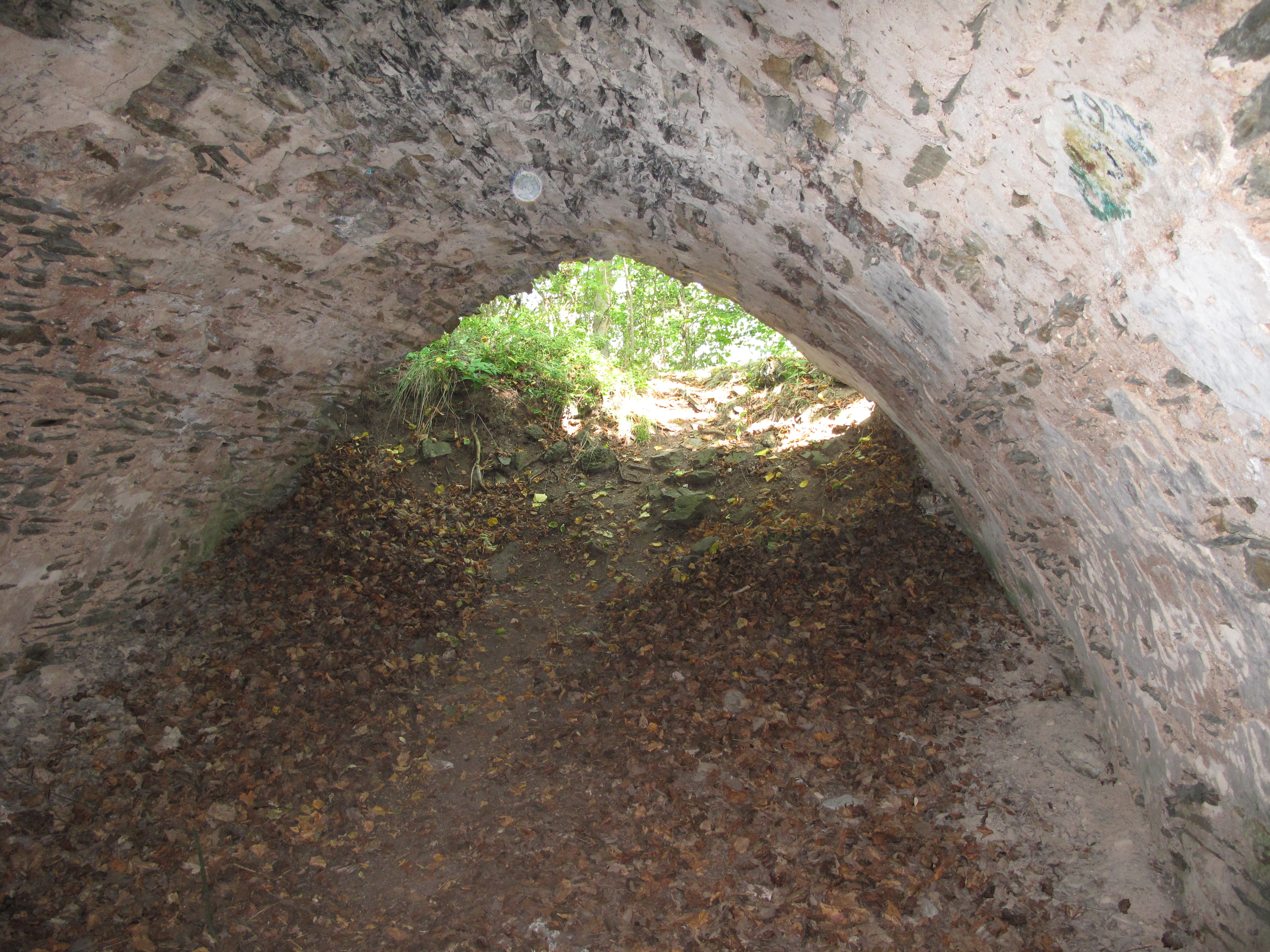
Valená klenba budovy v severní části hradu

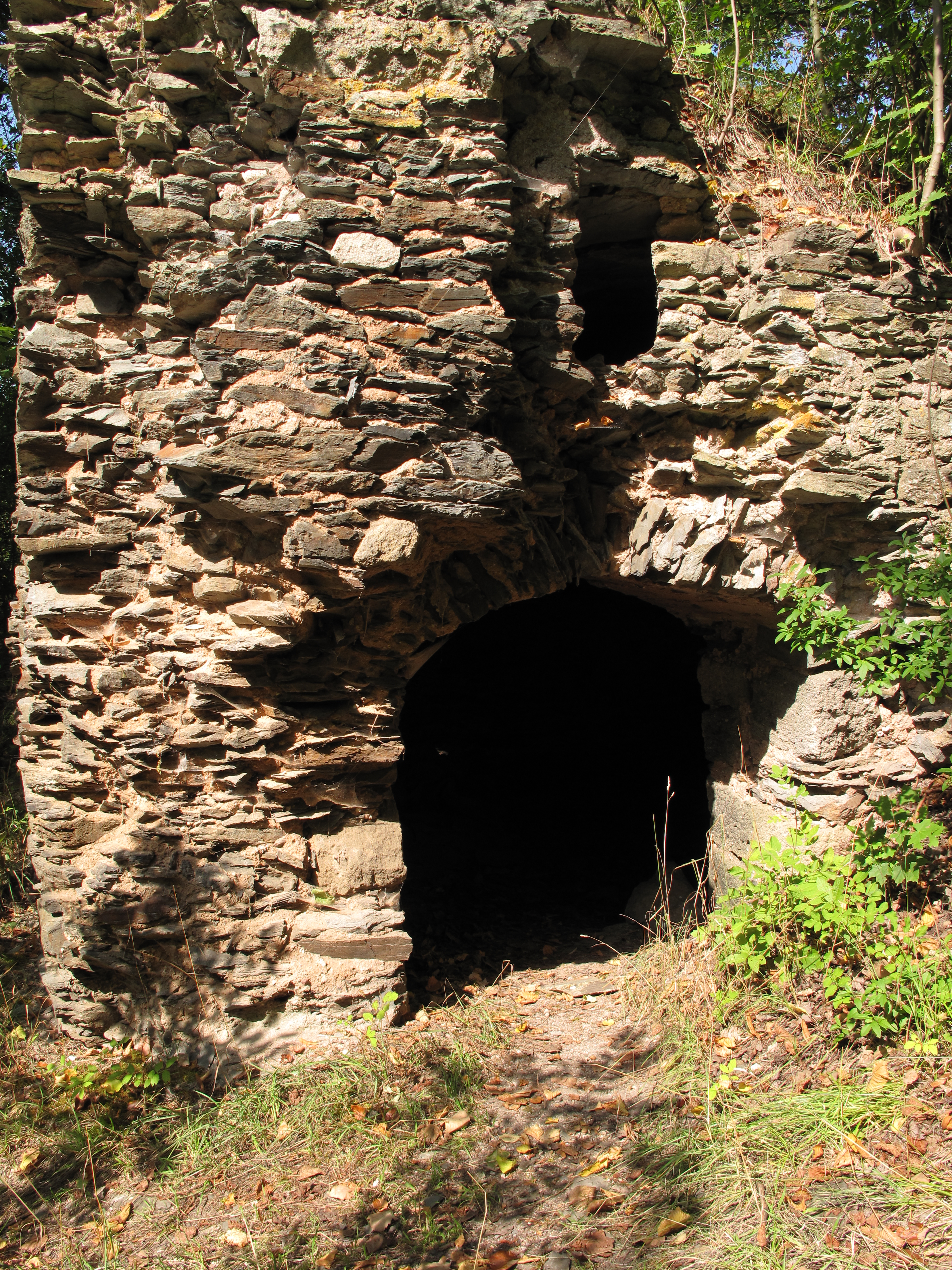
Klenba

Po roce 1333 hrad ze zástavy vykoupil Karel IV., který jej uvedl ve svém zákoníku Majestas Carolina mezi hrady, které nesměly být zastavovány. V královském držení hrad zůstal až do vlády krále Václava IV., který jej na konci čtrnáctého století zastavil Petru Zmrzlíkovi ze Svojšína. Dalším zástavním držitelem se v letech 1407 (1406) až 1408 stal Oldřich Huler, který hrad vyměnil s Petrem Zmrzlíkem za Orlík.
Roku 1411 byl Preitenstein opět v majetku Václava IV. Po králově smrti v roce 1419 přešel do majetku jeho bratra Zikmunda, který jej zastavil Něpru Ducovi z Vařin za 400 kop grošů. Výnosy preitensteinského panství nestačily na údržbu hradu, a proto Zikmund nařídil tepelskému klášteru, aby na ni přispíval částkou sto kop. Něpr Duc na hradě sídlil ještě v roce 1423, ale o čtyři roky později byl majitelem Sezema z Kočova. Po Sezemovi hrad zdědil jeho nezletilý syn, a správy panství se proto ujal Sezemův bratr Zbyněk z Kočova. Za něj byl Preitenstein nejspíše dobyt husity. Za opravu hradu a rybníků, které ho chránily, dostal roku 1434 od císaře Zikmunda 200 kop grošů.
Zbyněk z Kočova se podílel na protihusitských taženích. Při obléhání Plzně v roce 1434 se spojil s husitským hejtmanem Přibíkem z Klenové a podařilo se mu propašovat do Plzně potraviny, čímž ji zachránili před dobytím. Po husitských válkách se dostal do sporu s Petrem Bradou z Nekmíře. Během tohoto sporu došlo k poboření hradu a vypálení městečka Nečtiny.
Před rokem 1441 hrad od Zbyňka z Kočova získal Burian I. z Gutštejna. Přestože mu patřily hrady Bělá a Rabštejn, přenesl Burian i jeho stejnojmenný syn rodové sídlo na Preitenstein a začali se psát seděním na Nečtinách. Za úpravy hradu dostal Burian II. od krále Vladislava II. 500 uherských zlatých. Nejmladší Burian III. z Gutštejna zemřel roku 1494 a panství po něm zdědil syn Jan. Roku 1506 se se svými čtyřmi bratry vzbouřil proti králi, kterému museli hrad posléze vydat. Královským majetkem zůstal až do roku 1511, kdy jej král Ferdinand I. zastavil Hanuši Pluhovi z Rabštejna. Jeho syn Kašpar Pluh z Rabštejna se zúčastnil stavovského odboje v roce 1547 proti králi, a po porážce povstání uprchl ze země. V nepřítomnosti byl odsouzen k trestu smrti a ztrátě veškerého majetku. Po vyhlášení rozsudku byl Preitenstein vypálen. Dne 12. dubna 1549 zastavil král Ferdinand panství svému sekretáři Floriánu Gryspekovi jako „odškodné za nactiutrhání“. Kromě hradu Preitenštejn patřilo k majetku i vypálené městečko Nečtiny a zpustošené vesnice, mlýny a další majetek. Florián mohl panství užívat do konce svého života a jeho synové ještě 10 let po jeho smrti. Gryspek si tento majetek nemohl vybrat sám, proto si po pár letech začal stěžovat na stav pozemků a neobyvatelný hrad Preitenštejn, který byl navíc podle tehdejších zvyklostí příliš daleko od spravovaných statků. Král dal Gryspekovi na vylepšení statku ještě 200 kop grošů, za které si Gryspek postavil pod stolovou horou v podhradí nový renesanční zámek. Hrad již obnoven nebyl.

## Stavební podoba
Preitenstein byl zřejmě postaven jako ve své době neobvyklý čistě vojenský opěrný bod určený k pobytu většího vojska. K tomu byla určena volná, nejspíše jen lehce opevněná plocha v západní části vrchu.
Vlastní hrad měl polygonální půdorys a na přístupové jihovýchodní straně ho chránila trojice hradeb. Cesta nejprve procházela vnějším parkánem, poté vstoupila nejspíše věžovou bránou do vnitřního parkánu a třetí bránou na západní plošinu předhradí. Samotné hradní jádro obepínala z velké části dochovaná silná hradba. K ní se zevnitř přikládala zástavba, která obklopovala vnitřní nádvoří. Většina se jí dochovala pouze v terénních náznacích, ale v severní části stojí torzo budovy s valeně zaklenutými místnostmi. Podle terénního reliktu uprostřed vstupní západní strany je možné, že v těch místech stávala okrouhlá věž.